# سرگل (گیاه‌شناسی)

نموداری که قسمت‌های یک گل بالغ را نشان می‌دهد. در این مثال، پرینث به کاسه گل (کاسبرگ) و تاج (گلبرگ) جدا می‌شود.

سرگل (انگلیسی: Tepal)، یکی از قسمت‌های بیرونی گل است (مجموعاً گل‌پوش). این اصطلاح زمانی به‌کار می‌رود که این قسمت‌ها را به‌راحتی نمی‌توان به‌عنوان کاسبرگ یا گلبرگ طبقه‌بندی کرد.
این ممکن است به این دلیل باشد که قسمت‌های گل‌پوش تمایزنیافته هستند (یعنی ظاهر بسیار مشابهی دارند)، مانند ماگنولیا، یا به این دلیل که اگرچه می‌توان حلقه بیرونی کاسبرگ را از حلقه درونی گلبرگ تشخیص داد، کاسبرگ‌ها و گلبرگ‌ها ظاهری مشابه یکدیگر دارند (مانند سوسن).
این اصطلاح برای اولین بار توسط آگوستن پیرامو دوکاندول در سال ۱۸۲۷ پیشنهاد شد و با قیاس با اصطلاحات «گلبرگ» و «کاسبرگ» ساخته شد. (دوکاندول اصطلاح perigonium یا perigone را به‌طور جمعی برای سرگل‌ها به‌کار می‌برد؛ امروزه این اصطلاح به‌عنوان مترادف برای گل‌پوش استفاده می‌شود)

## خاستگاه

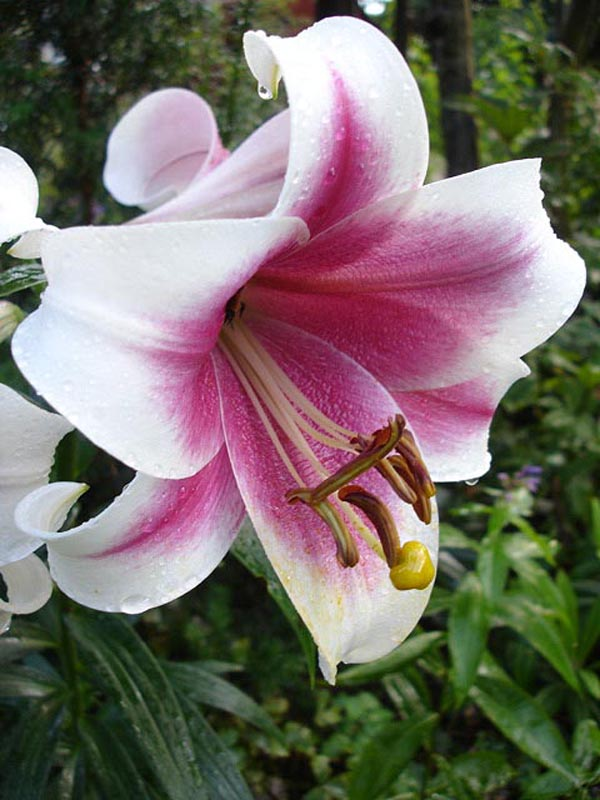
گل سوسن که شش گلبرگ را نشان می‌دهد: سه گلبرگ بیرونی و سه گلبرگ داخلی هستند.

اعتقاد بر این است که سرگل‌های تمایزنیافته شرایط اجدادی در گیاهان گل‌دار هستند. برای نمونه، آمبورلا، که تصور می‌شود در ابتدای فرگشت گیاهان گل‌دار از هم جدا شده‌است، دارای گل‌هایی با ساقه‌های تمایزنیافته است؛ بنابراین گلبرگ‌ها و کاسبرگ‌های تفکیک شده، احتمالاً در پاسخ به گرده‌افشانی جانوران به وجود می‌آیند. در گل‌های مدرن معمولی، حلقه بیرونی یا محصور اعضا، کاسبرگ‌هایی را تشکیل می‌دهد که برای محافظت از جوانه گل در هنگام رشد آن‌ها تخصص دارند، در حالی که حلقه درونی گلبرگ‌هایی را تشکیل می‌دهد که گرده‌افشان‌ها را جذب می‌کنند.
گلبرگ‌های تشکیل شده توسط کاسبرگ‌ها و گلبرگ‌های مشابه در تک‌لپه‌ها، به‌ویژه تک‌لپه‌ای سوسن‌گون (Lilioid monocots) رایج است. برای نمونه، حلقه‌های اول و دوم هر دو دارای ساختارهایی هستند که شبیه گلبرگ هستند. اینها در پایه به هم می‌پیوندند تا یک ساختار بزرگ، خودنما و شش‌قسمتی (گل‌پوش) را تشکیل دهند. در نیلوفرها اندام‌های حلقه اول از حلقه دوم جدا هستند، اما همه شبیه به هم هستند، بنابراین به تمام قسمت‌های خودنما اغلب سرگل می‌گویند. در جایی که اصولاً می‌توان کاسبرگ و گلبرگ را تشخیص داد، استفاده از اصطلاح «سرگل» همیشه سازگار نیست - برخی از نویسندگان به «کاسبرگ و گلبرگ» اشاره می‌کنند، جایی که دیگران از «سرگل» در زمینه مشابه استفاده می‌کنند.
در برخی از گیاهان، گل‌ها بدون گلبرگ هستند و همه سرگل‌ها کاسبرگ هستند و به شکل گلبرگ به نظر می‌رسند. این اندام‌ها به‌عنوان گلبرگ‌گون توصیف می‌شوند، برای نمون، کاسبرگ‌های خربق. هنگامی که سرگل‌ها تمایزنیافته شبیه گلبرگ هستند، به آنها گلبرگ‌گون نیز می‌گویند، مانند گلبرگ‌گون‌های تک‌لپه‌ای، راسته‌های تک‌لپه‌ای با سرگل‌های روشن. از آنجایی که آنها شامل سوسن‌سانان می‌شوند، نام جایگزین تک‌لپه‌ای سوسن‌گون است.

## ویژگی‌ها و شکل
اصطلاحات به‌کار رفته در توصیف سرگل‌ها عبارتند از: بالغ (با موهای ریز متراکم، کوتاه، نرم، پرزدار)، نیمه‌بالغ (کمی بالغ، موهایی که به‌سختی با چشم غیرمسلح قابل دید هستند) و تازه‌بالغ (پوشش متراکم از موهای نرم بسیار کوتاه). شکل سرگل با عبارات مشابهی که برای برگ‌ها استفاده می‌شود توصیف می‌شود (به واژه‌نامه شکل برگ‌ها مراجعه کنید).

## نگارخانه

Flowers with tepals
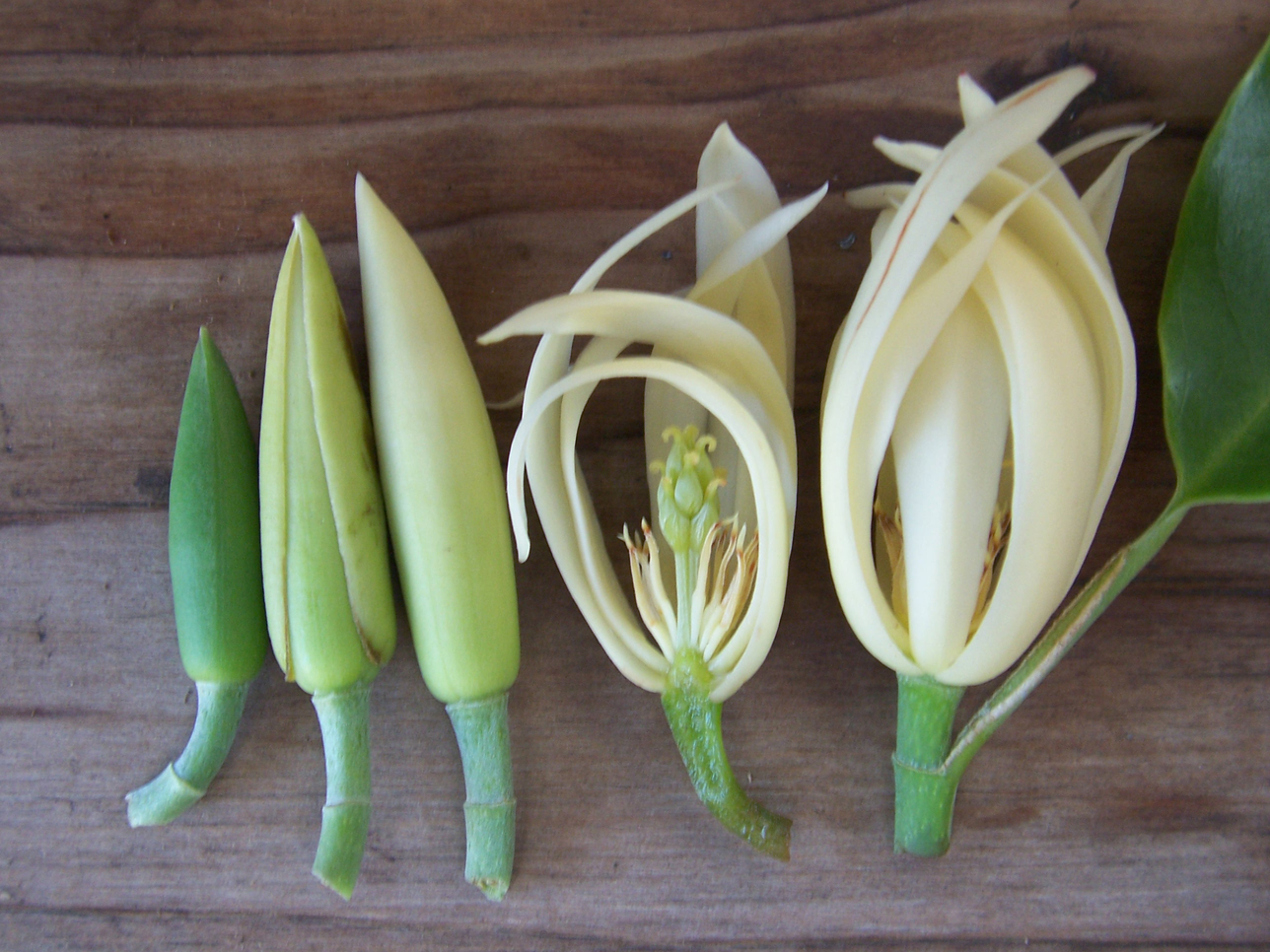
گل‌های مگنولیا × آلبا که در مراحل مختلف رشد و نمو سرگل را نشان می‌دهند.
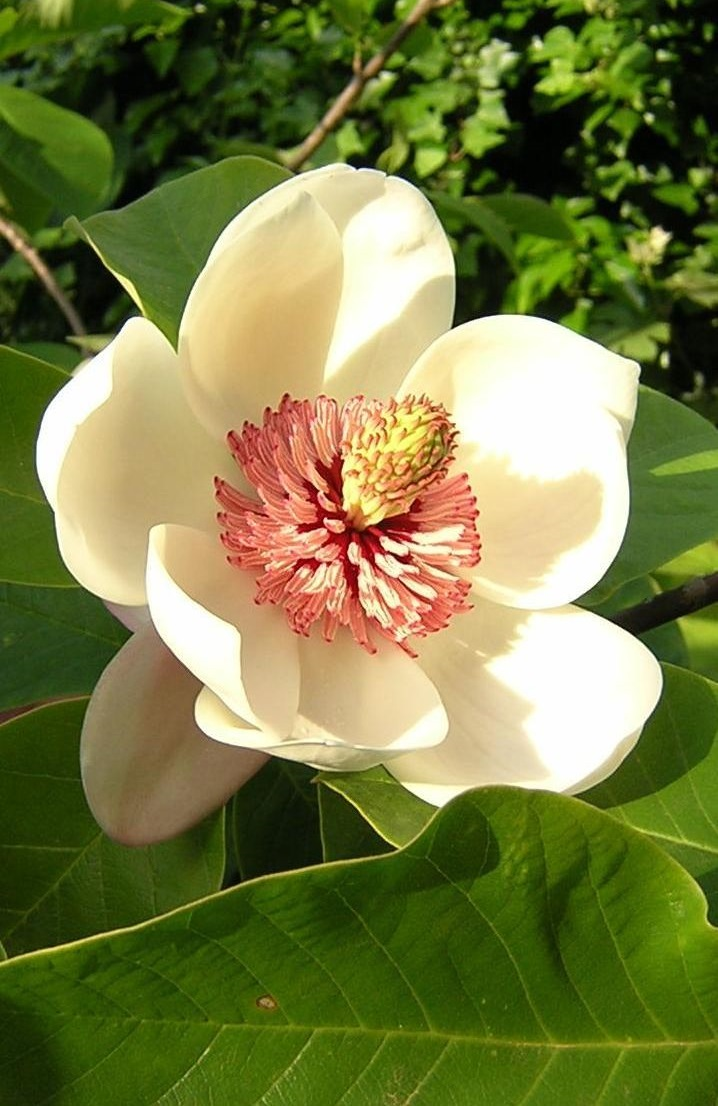
سرگل‌های مگنولیا × ویزنری
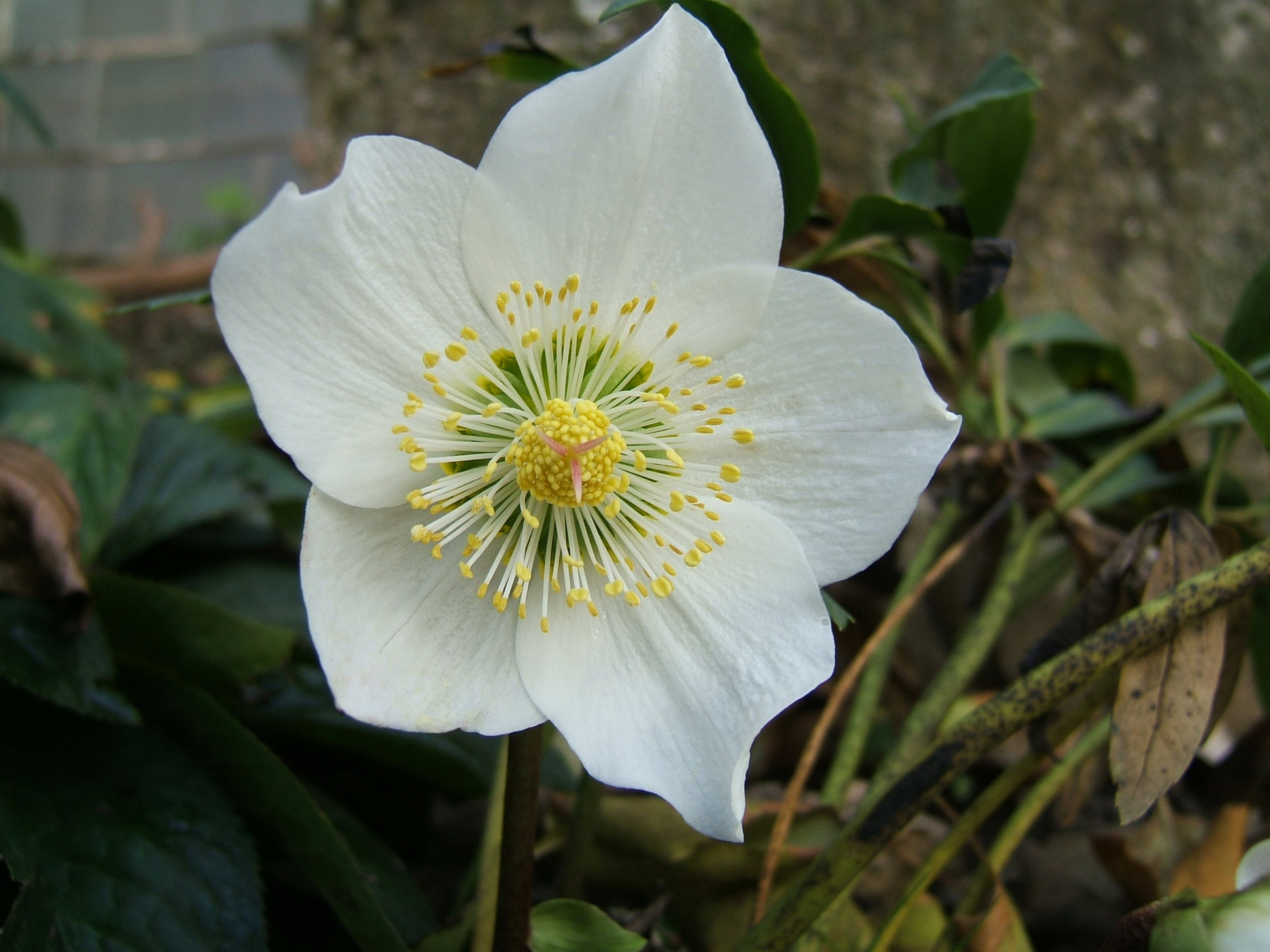
گل خربق که کاسبرگ گلبرگ‌گون را نشان می‌دهد.
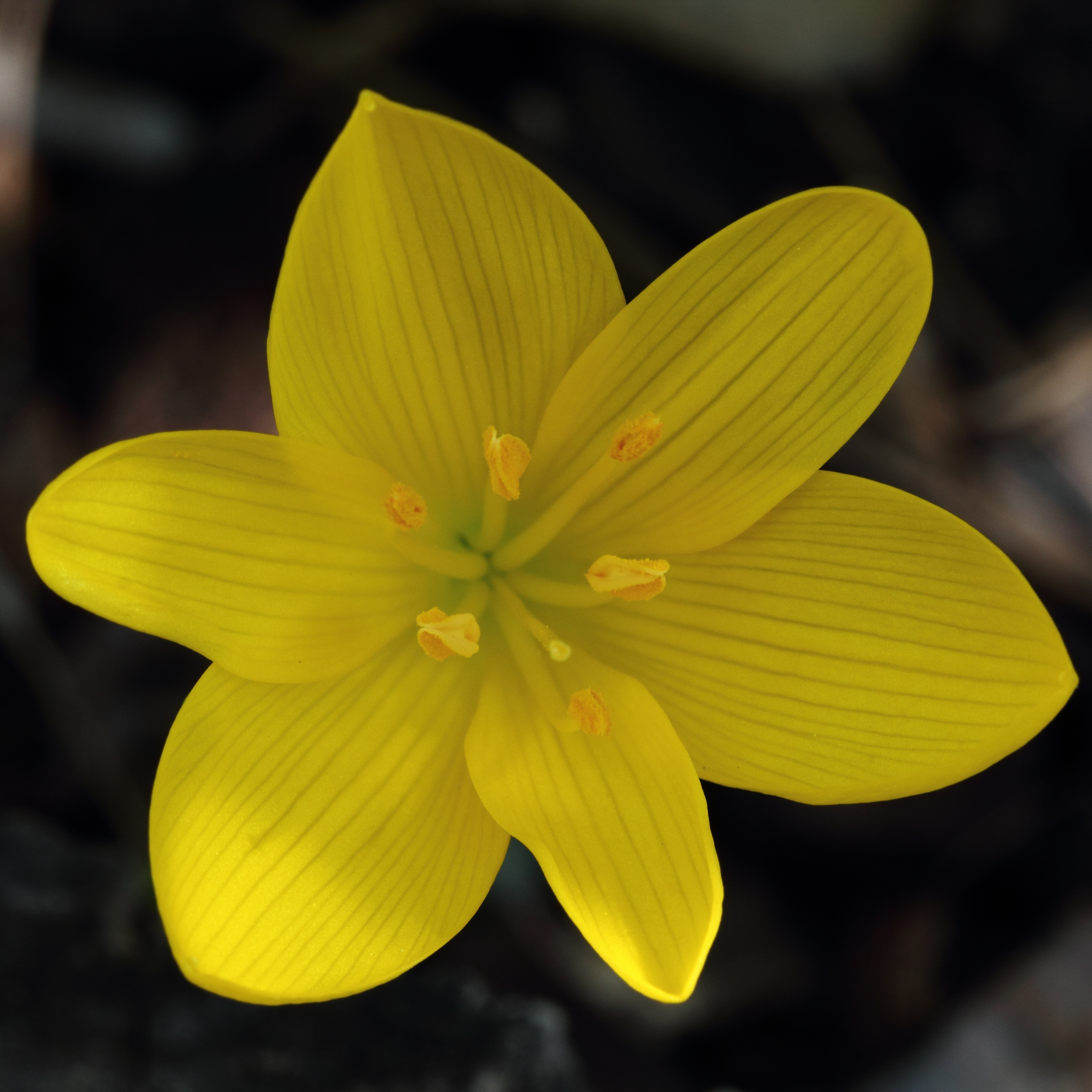
گل جام زرین پائیزه که دو حلقه سرگل را نشان می‌دهد.
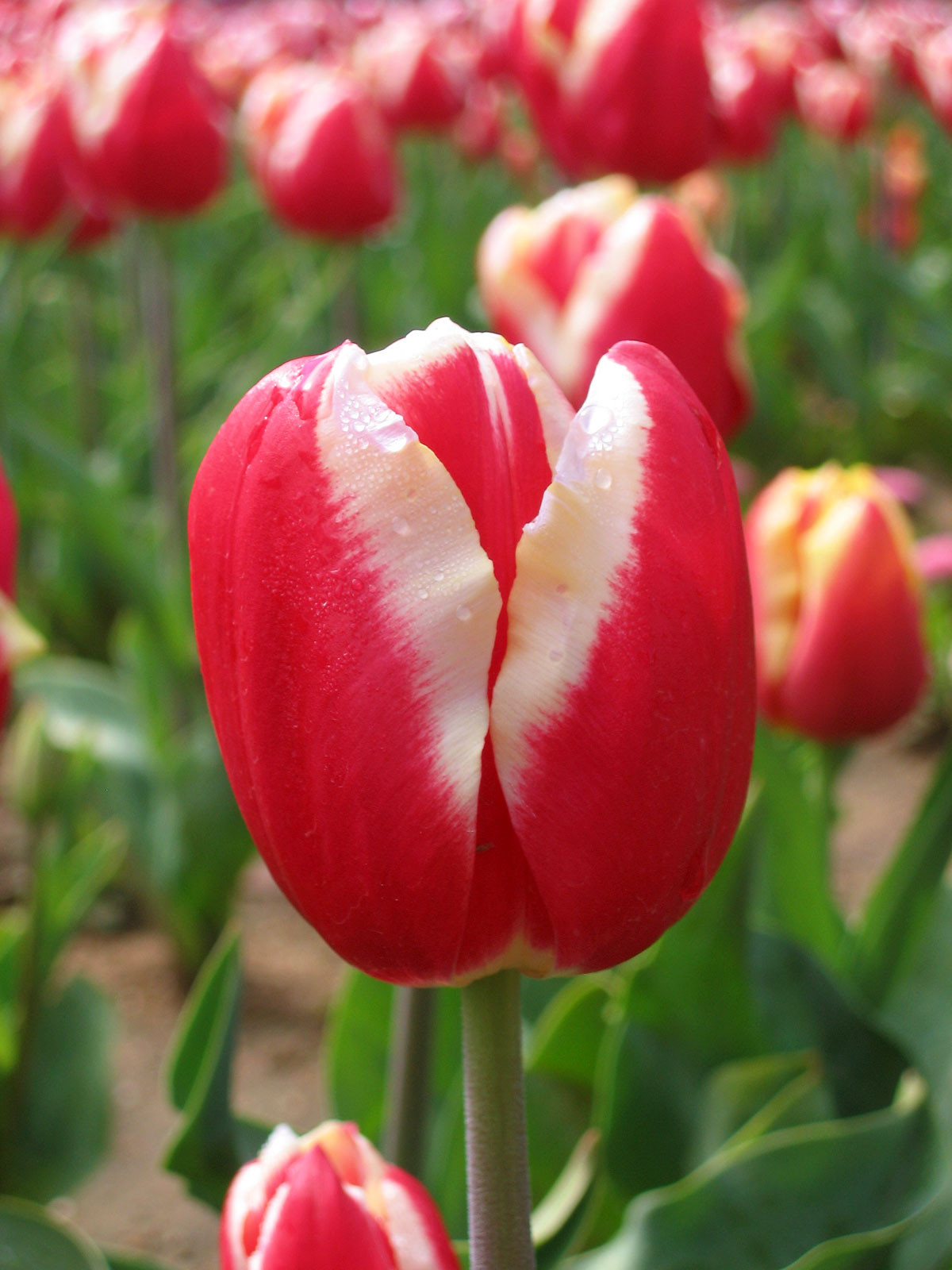
گل لاله‌ای که سرگل گلبرگ مانند را نشان می‌دهد.
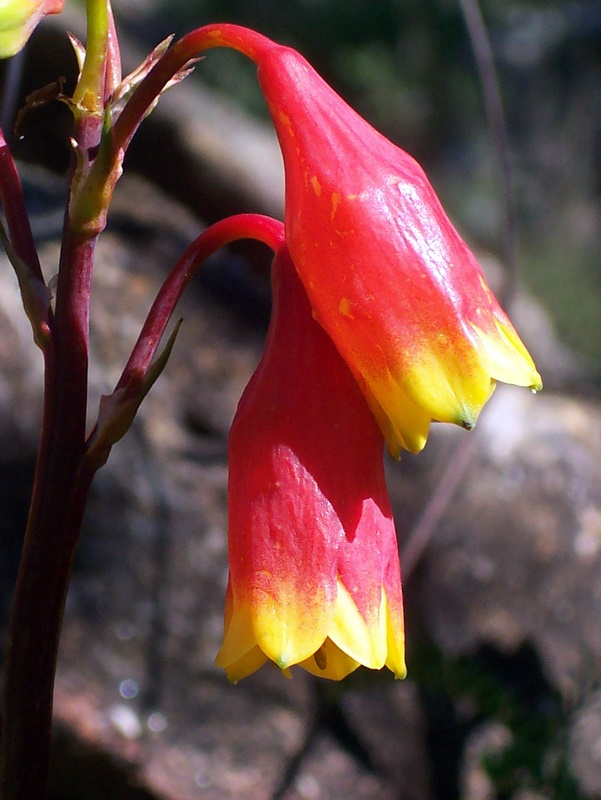
سرگل‌های بلاندفوردیا (Blandfordia nobilis)، یکی دیگر از تک‌لپه‌ای سوسن‌گون‌ها